# Hanna Scholz

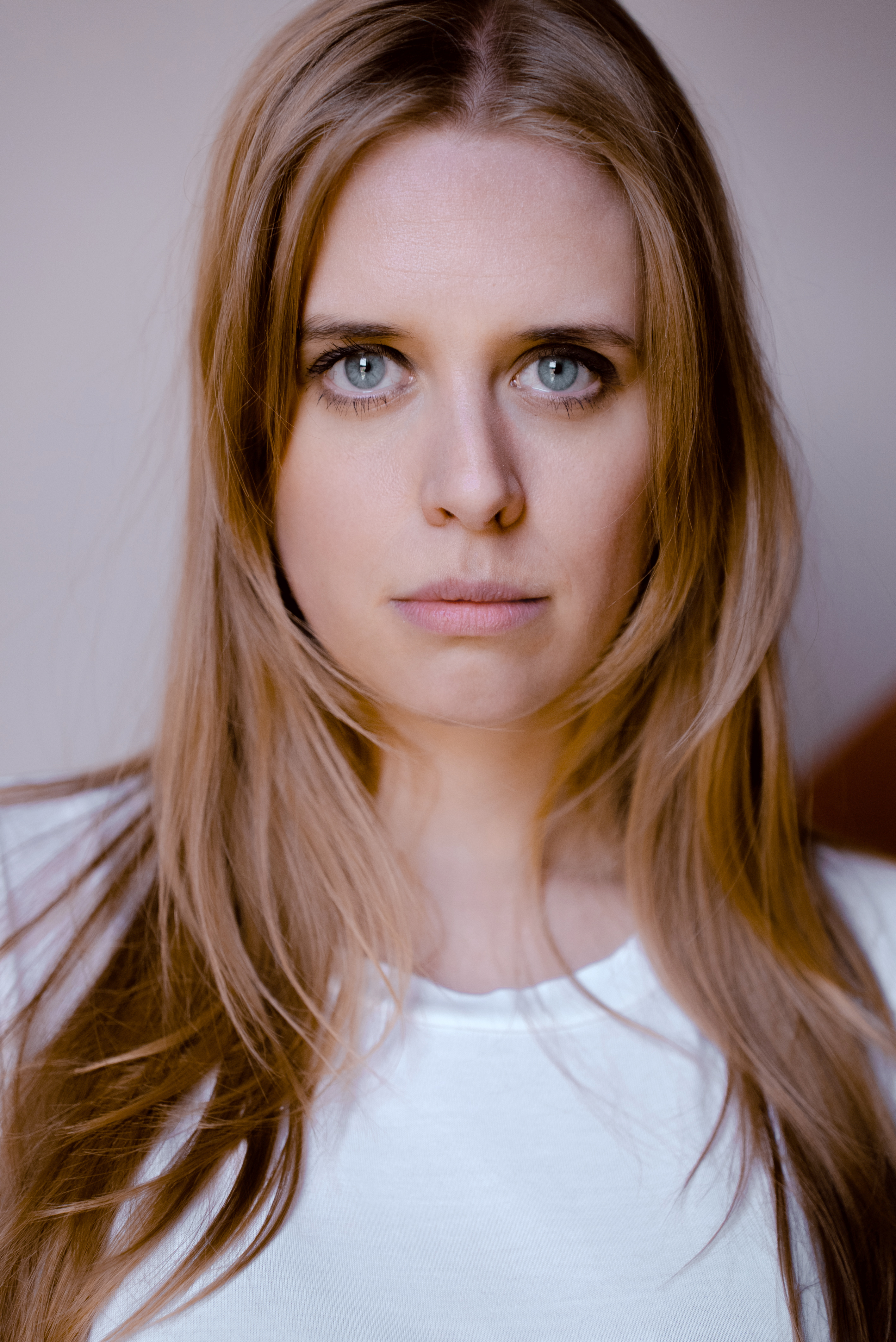
Hanna Scholz (2021)

Hanna Scholz (* 5. Juli 1992 in Lennestadt) ist eine deutsche Schauspielerin und Moderatorin.

## Leben und Karriere
Scholz wuchs in Wirme, einem Ortsteil der Gemeinde Kirchhundem auf.
Von Januar 2011 bis Februar 2012 besuchte sie die Arturo-Schauspielschule in Köln.
In der Nickelodeon-Serie Hotel 13 war sie von 2012 bis 2014 als Victoria von Lippstein zu sehen. Seit 2014 ist sie Lockvogel in der ARD-Show „Verstehen Sie Spaß?!“.
2017 gewann Scholz das Casting VIVA sucht dich! des Musiksenders VIVA und setzte sich gegen 300 andere Bewerber durch. Ab August 2017 bis zur Einstellung des Senders moderierte sie die VIVA Top 100. Danach wechselte Scholz als Moderatorin zu MTV Germany. 2019 verließ sie den Sender.

## Filmografie
- 2012–2014: Hotel 13 (Fernsehserie)
- 2014: Zwischen den Stühlen (FH-Kurzfilm)
- 2014: Erbsenjagd (Kurzfilm)
- 2014, 2019, seit 2021: Verstehen Sie Spaß? (Fernsehshow)
- 2015: Comedy Calls
- 2015: Aktenzeichen XY … ungelöst (Fernsehreihe)
- 2015: SOKO München (Fernsehserie)
- 2017: VIVA Top 100 (Fernsehshow)
- 2019: Falkenberg – Mord im Internat? (Fernsehserie)
- 2019: Janine – Mein Platz im Leben (Miniserie)[4]
- 2021: Familie Bundschuh – Woanders ist es auch nicht ruhiger (Fernsehreihe)
- 2024: Das Küstenrevier (Fernsehreihe)

## Hörspiel
- 2023: Forever Club (Mystery-Hörspiel-Podcast)[5]